# Krzemienna (Tatry)
Krzemienna (słow. Kremenná, 1272 m) – szczyt w masywie Osobitej w słowackich Tatrach Zachodnich. Zbudowany jest, jak cały masyw Osobitej, ze skał osadowych (wapienie i dolomity). Znajduje się w północno-zachodniej grani Rzędowego Zwornika, od jej górnej części oddzielony jest przełęczą. Grań ta oddziela Dolinę Przednią Krzemienną od Doliny Pośredniej Krzemiennej. Do Doliny Przedniej Krzemiennej szczyt Krzemiennej opada urwiskiem z odsłonięciami skalnymi i ściankami, skałki występują też w górnej części grani. Poza tym cała grań, wierzchołek i zbocza Krzemiennego są zalesione.
Na polskiej mapie zaznaczona jest droga, a wyżej ścieżka prowadząca z Doliny Błotnej przez Dolinę Pośrednią Krzemienną na szczyt Krzemiennej, jest to jednak szlak nieznakowany, dla turystów nieudostępniony. Cały masyw Krzemiennej znajduje się w obszarze ochrony ścisłej Rezervácia Osobitá.